# Rygnestadtunet

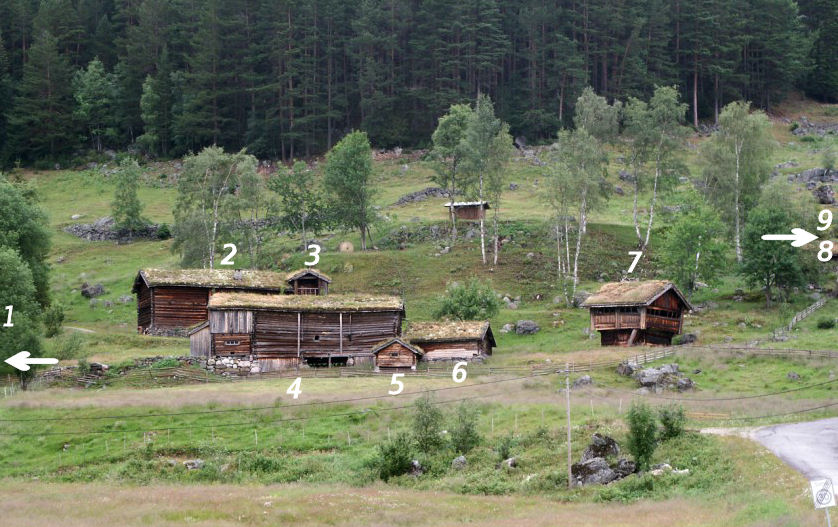
Blick auf die Gesamtanlage des Freilichtmuseum Rygnestadtunet.

Das Freilichtmuseum Rygnestadtunet ist ein Museumsdorf in  Valle,  Setesdal in der norwegischen Provinz Agder. Das Museum liegt nahe der Kreuzung zwischen den Straßen R 9 und RV 45. Das heutige Freilichtmuseum Rygnestadtunet ist ein Teil des Setesdalsmuseet. Das Museumsdorf ist in dem Zustand erhalten, in dem es 1919 verlassen und 1923 konserviert wurde. Als Museum wurde es 1940 eröffnet. Ausgrabungen in der Region zeigten eine Besiedlung des Platzes seit etwa 900 n. Chr.
Die originale Hofanlage besteht unter anderem aus dem mit Holz von 1349/1350 gebauten Haupt-Hofgebäude, einer Wassermühle, einem dreigeschossigen Speicher von 1590, einer Scheune, Stallungen, einem Schafstall, einer Schmiede und einer Sauna – zumeist aus dem 19. Jahrhundert. Die Anlage entspricht der Tradition des Setesdals, für jeden Zweck ein eigenes Gebäude zu errichten.